# 1522 en santé et médecine
| Années de la santé et de la médecine : 1519 - 1520 - 1521 - 1522 - 1523 - 1524 - 1525    |
| Décennies de la santé et de la médecine : 1490 - 1500 - 1510 - 1520 - 1530 - 1540 - 1550 |

## Divers
- Un certain Dr Wertt, de Hambourg, est condamné au bûcher pour s'être déguisé en femme afin d'assister à un accouchement[1],[2].

## Publications
- Édition chez Jacques Ier Myt à Lyon, par Pietro Antonio Rustico avec les annotations de Symphorien Champier (1471-1539), du Canon d'Avicenne  (Liber canonis totius medicine[3])  dans la traduction de Gérard de Crémone (1114-1187[4]).
- Jacopo Berengario da Carpi (c.1460 – 1530) fait paraître une « brève introduction à l'anatomie du corps humain » (Isagoge breves in anatomiam humani corporis[5],[6]).
- Sous le titre de Succincta et utilissima preservatio epidemie seu febris pestilente[7], édition posthume du traité de peste du médecin français Michel Finé (fl. 1474-1490), par Oronce (1494-1555), son petit-fils[8].
- Bernardino de Laredo (1482 – c.1540), théologien et médecin castillan, publie sa Metaphora medicinae[9], « traduction en espagnol des auteurs latins du Moyen-Âge[10],[11] ».
- Sous le titre de Fabrica regiminis sanitatis[12], publication du régime de santé de Leonardo Leggi, maître ès arts et en médecine et « lecteur des simples » à Pavie[13].
- Parution à Rome du traité De lapide a vesica per incisionem extrahendo[14] (« De l'extraction de la pierre de vessie par incision »), de Mariano Santo (en)  (1488-1565), ouvrage « qui fera époque dans l'histoire de l'urologie[15] ».
- Jean-François de Saint-Nazaire de Ripa, professeur de droit civil, fait imprimer chez Jean de Channey, à Avignon, son traité sur la peste (De peste, libri tres ou Juridicus de peste tractatus), ouvrage qui aura « un grand retentissement dans toute l'Europe[16],[17] ».

## Personnalité
- 1486-1522 : fl. Pietro Antonio Rustico, médecin italien[18].

## Naissances
- 10 juillet : Francesco Calzolari (mort en  1609), naturaliste et pharmacien italien[19].
- Jakob Dietrich von Bergzabern (mort en 1590), latinisé en Jacobus Theodorus[20] Tabernaemontanus, médecin, pharmacien et botaniste allemand[21].
- Yang Jizhou (mort en 1620), médecin chinois, auteur du Zhenjiu dacheng (en), « imposante synthèse des connaissances en acupuncture[22] ».

## Décès
- Avant le 23 avril : Jean Ottemare (né à une date inconnue), dit Le Bochu, chirurgien à Amiens, censier de l'hôtel-Dieu de Corbie[23].
- Pierre Brissot (né en 1478), reçu docteur en médecine à Paris, auteur d'un ouvrage sur le traitement de la pleurésie  (Apologia de incisione venae in pleuritide morbo) publié à Paris en 1538[24].
- Antonio de Nebrija (né en 1441 ou 1444[25]), historiographe du Roi catholique, auteur d'un Lexicon artis medicamentariae publié à Alcalá de Henares en 1518[26].
- Bernard de Pontoise (né à une date inconnue), médecin du pape Alexandre VI, au service de la ville d'Angers en 1507 pendant une épidémie[27].
- Avant 1522[28] ou en 1529[29] : Hans von Gersdorff (né entre  1450 et  1460), chirurgien militaire alsacien[30].